# آسکولی ساتریانو
آسکولی ساتریانو (به ایتالیایی: Ascoli Satriano) یک کومونه در ایتالیا است که در استان فوجا واقع شده‌است.

## خصوصیات
آسکولی ساتریانو ۳۳۴ کیلومترمربع مساحت و ۶٬۳۵۹ نفر جمعیت دارد و ۳۷۶ متر بالاتر از سطح دریا واقع شده‌است.

## خواهرخوانده
شهر توسکانیا خواهرخواندهٔ آسکولی ساتریانو هست.